# Peritraeus hystrix
Peritraeus hystrix là một loài nhện trong họ Thomisidae.
Loài này thuộc chi Peritraeus. Peritraeus hystrix được Eugène Simon miêu tả năm 1895.